# Coniothyrium terricola
Coniothyrium terricola är en svampart som beskrevs av J.C. Gilman & E.V. Abbott 1927. Coniothyrium terricola ingår i släktet Coniothyrium och familjen Leptosphaeriaceae.   Inga underarter finns listade i Catalogue of Life.